# Golfo di Cagliari
Il golfo di Cagliari (in sardo: su golfu de Casteddu), noto anche come golfo degli Angeli, è un tratto ai limiti del mar Tirreno sul quale si affaccia la costa meridionale della Sardegna.

## Descrizione
Il golfo di Cagliari è delimitato a est da capo Carbonara e dall'isola dei Cavoli e a ovest da capo Spartivento. La costa è in parte sabbiosa e in parte rocciosa ma con un profilo poco frastagliato, con poche insenature.
Le scogliere sono costituite dalle formazioni rocciose scistose o granitiche che si estendono in corrispondenza del massiccio del Sulcis a ovest e di quello del Sarrabus a est e dal promontorio calcareo di Sant'Elia al centro.
Numerose piccole spiaggette sono disseminate lungo la costa nelle piccole insenature che si alternano ai tratti di scogliera. La più importante per estensione e per numero di frequentatori è il Poetto, una striscia naturale di 8 km che separa il golfo dallo stagno di Molentargius davanti alle città di Cagliari e Quartu Sant'Elena.
Cagliari è l'unico centro abitato che si affaccia effettivamente sul golfo, mentre gli altri centri dell'area metropolitana sono dislocati a pochissimi chilometri dalla costa.

## Origine del nome
Il golfo è sempre stato identificato con il nome della principale città sarda. Il toponimo "Golfo degli Angeli" si diffuse con l'arrivo della lingua italiana ed è attestato già nei primi anni del XX secolo.
Esso e il promontorio di Sant'Elia sono associati ad una leggenda secondo la quale Dio volle offrire in dono agli angeli una terra in cui vivere a patto che la cercassero. Dopo una lunga ricerca, trovarono la Sardegna, unico luogo in cui non regnavano l'odio e la cattiveria e gli abitanti vivevano serenamente dediti alla pastorizia e all'agricoltura. Dio mantenne la promessa e gli angeli vi si stabilirono.
Questo fatto scatenò l'invidia di Lucifero, che cercò di istigare la lite fra gli angeli al fine di scacciarli da questa terra, ma loro si opposero e intrapresero una battaglia scatenando nel golfo onde altissime che fecero sbalzare Lucifero dal suo destriero. L'Arcangelo Michele emerse trionfante dal golfo con la spada in pugno mentre Lucifero inviperito scagliò la sella del suo cavallo sul promontorio di Sant'Elia nel punto in cui oggi si vede la pittoresca cresta denominata per l'appunto sella del Diavolo. Secondo un’altra versione il diavolo , durante la battaglia, cadde sul promontorio causandone la caratteristica forma.

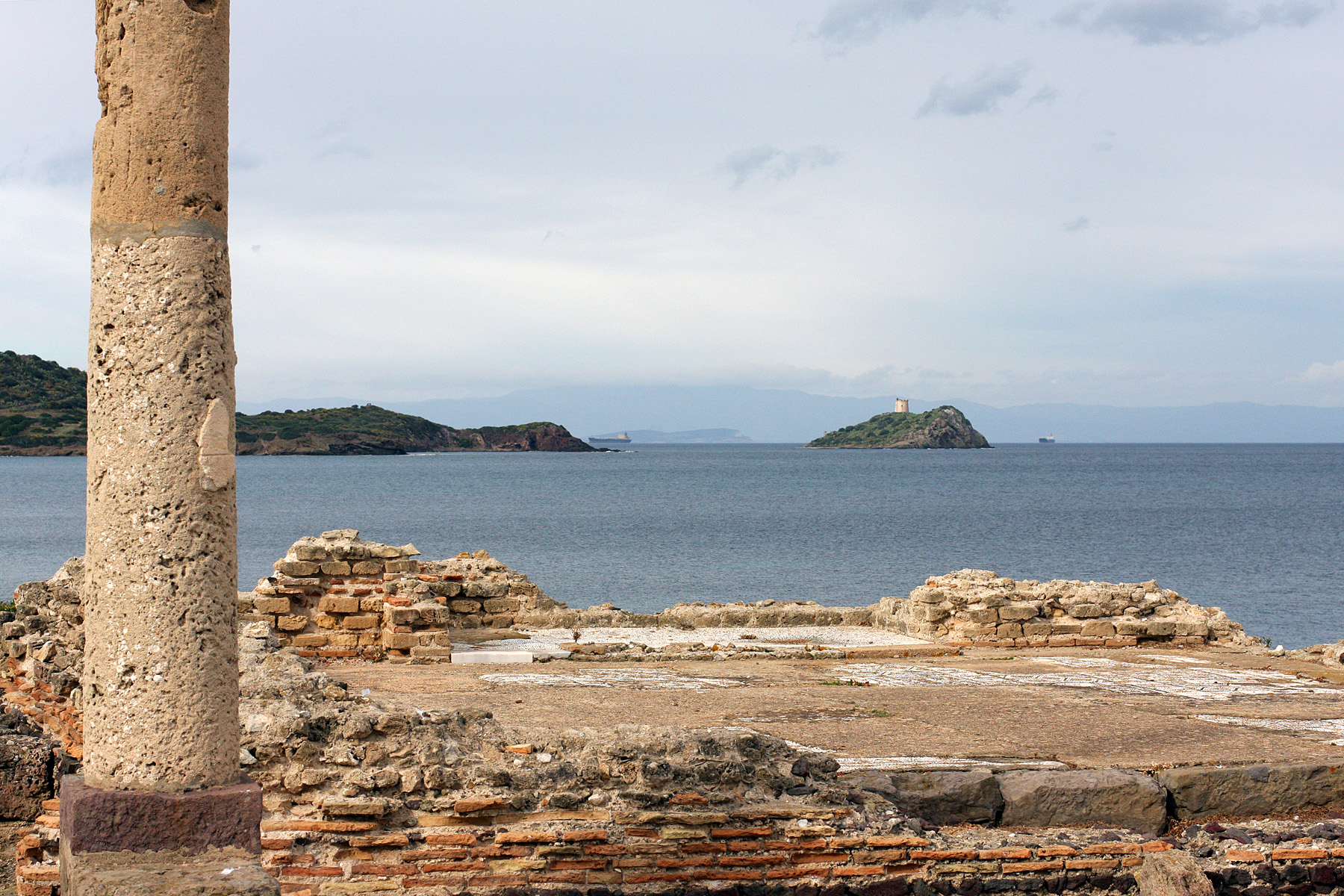
Colonna romana a Nora

## Storia
Le zone costiere del golfo di Cagliari sono abitate sin dal Neolitico, numerosi reperti ascrivibili a quel periodo sono stati rinvenuti nel promontorio di Sant'Elia.
Nel comune di Sarroch si erge il nuraghe Antigori, edificato nel II millennio a.C., famoso per il ritrovamento di ceramiche micenee, nel comune di Quartu Sant'Elena si trova il nuraghe Diana. Il sito archeologico più importante che si affaccia sul golfo è la città Nora, risalente al periodo fenicio-punico e romano, e i resti della città di Caralis, della stessa epoca. 

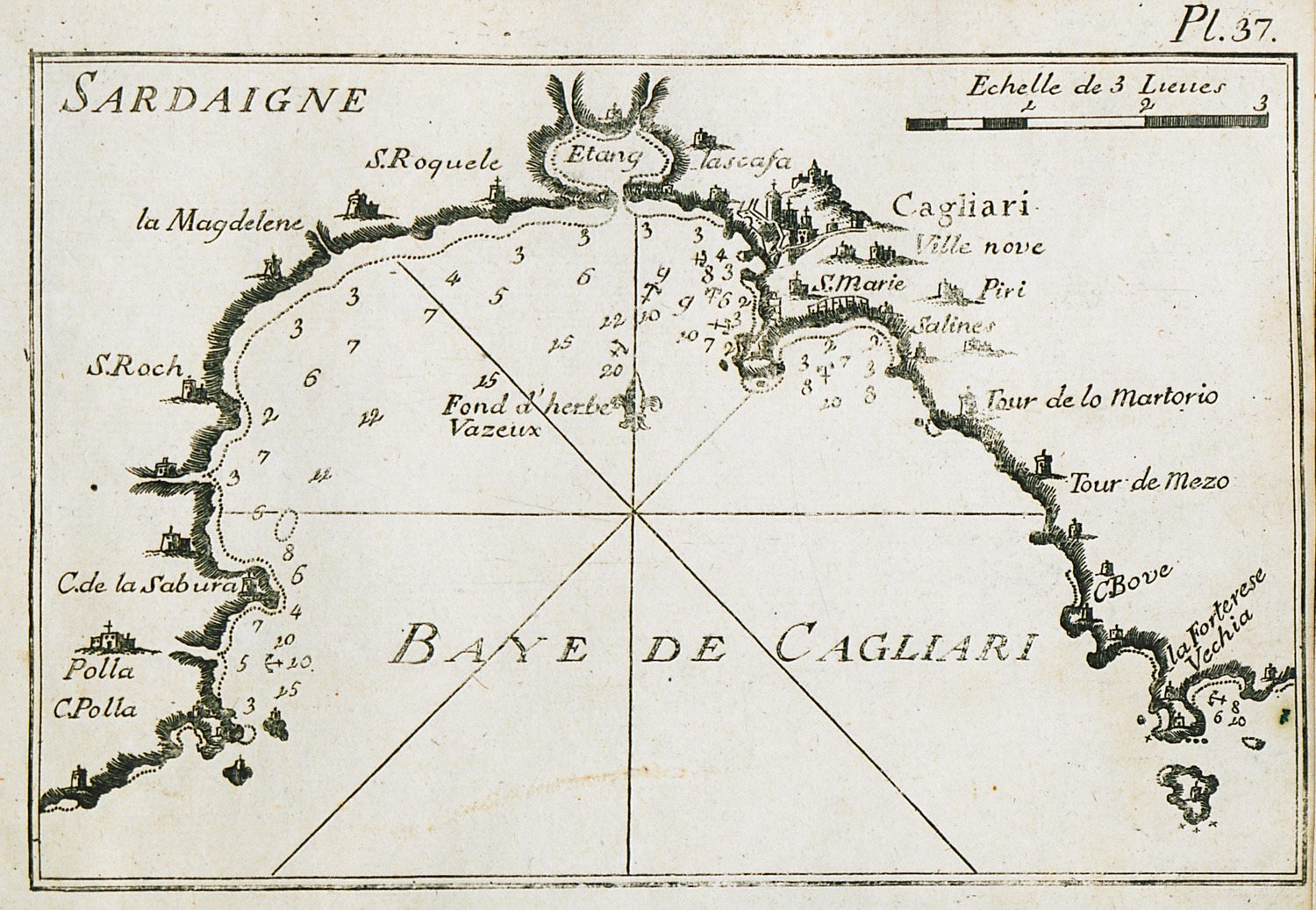
Carta del golfo di Cagliari del 1804

Vanno inoltre citate le torri costiere erette da aragonesi, spagnoli e piemontesi lungo il golfo per avvistare le incursioni dei Corsari barbareschi.

## Aree d'interesse naturalistico

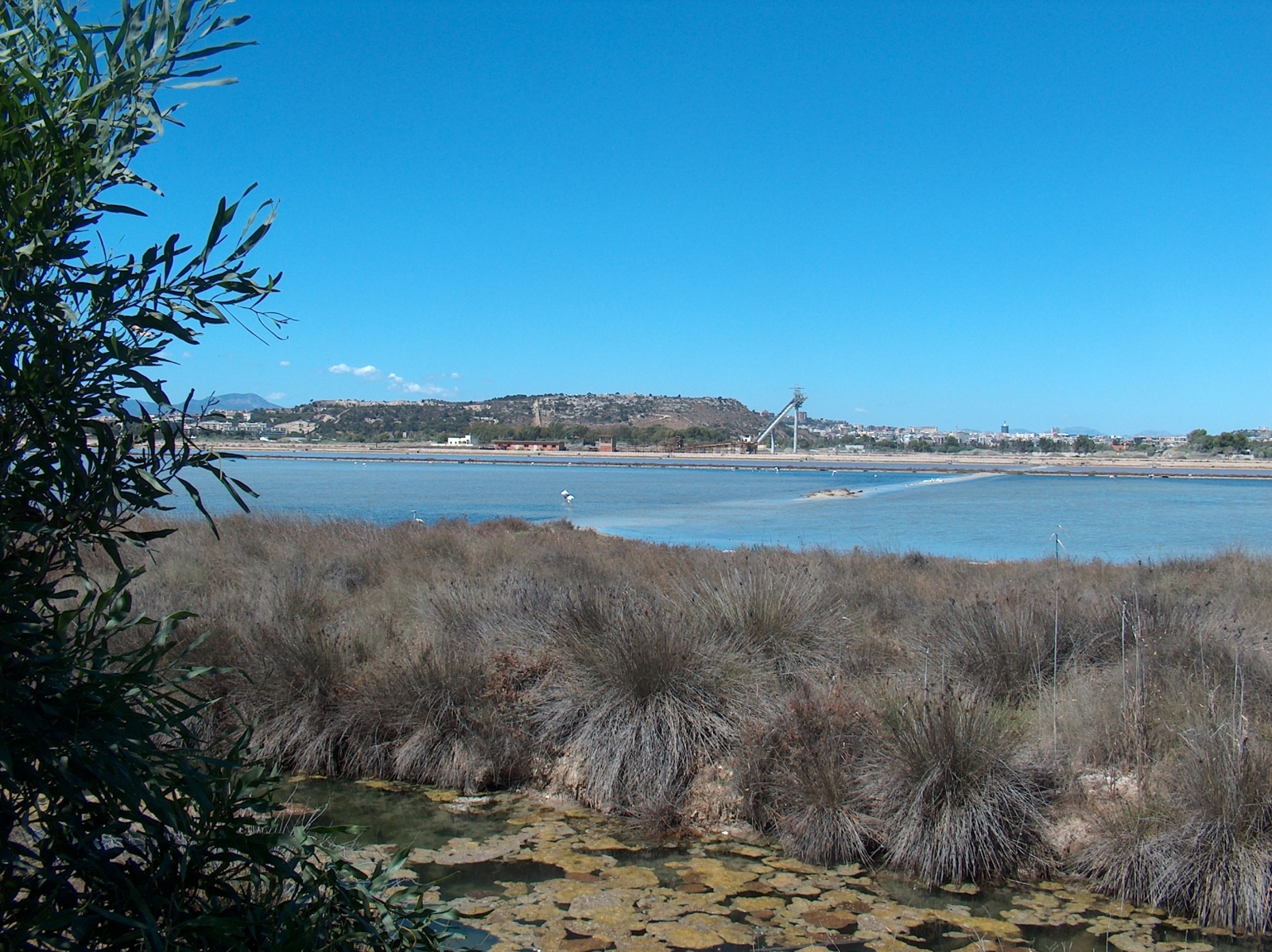
Le saline dello stagno di Molentargius.

Sono rappresentate dagli stagni costieri dislocati lungo il tratto centrale della costa e sono gli stagni di Capoterra, Cagliari e Molentargius. Si tratta di aree umide salmastre sottoposte a tutela perché ospitano un numero elevato di specie avicole. Sono inoltre una delle mete principali d'insediamento migratorio del Fenicottero rosa. Nei due stagni prossimi a Cagliari (stagno di Cagliari e stagno di Molentargius) sono dislocati i bacini d'evaporazione delle due storiche saline. Altra zona umida di minore importanza ed estensione è la laguna di Nora.
Fra gli elementi d'interesse paesaggistico va citata la sella del Diavolo, una cresta calcarea insellata che orna la sommità del tratto orientale del promontorio di Sant'Elia e che domina la spiaggia del Poetto.

## Attività economiche

### Trasporti
L'unico porto attrezzato per il trasporto di merci e passeggeri è il porto di Cagliari, situato in un'insenatura naturale prospiciente il centro storico. Altri porti artificiali sono il vicino porto canale, che s'inoltra nello  stagno di Cagliari, attrezzato per il trasporto internazionale di container e il porto della raffineria di petrolio di Sarroch, in realtà costituito da un pontile per l'attracco delle petroliere. Piccoli porti sono dislocati in vari siti della costa per la nautica da diporto, fra i quali il più importante è Marina Piccola, ubicato sulla parte orientale del promontorio di Sant'Elia.

### Turismo

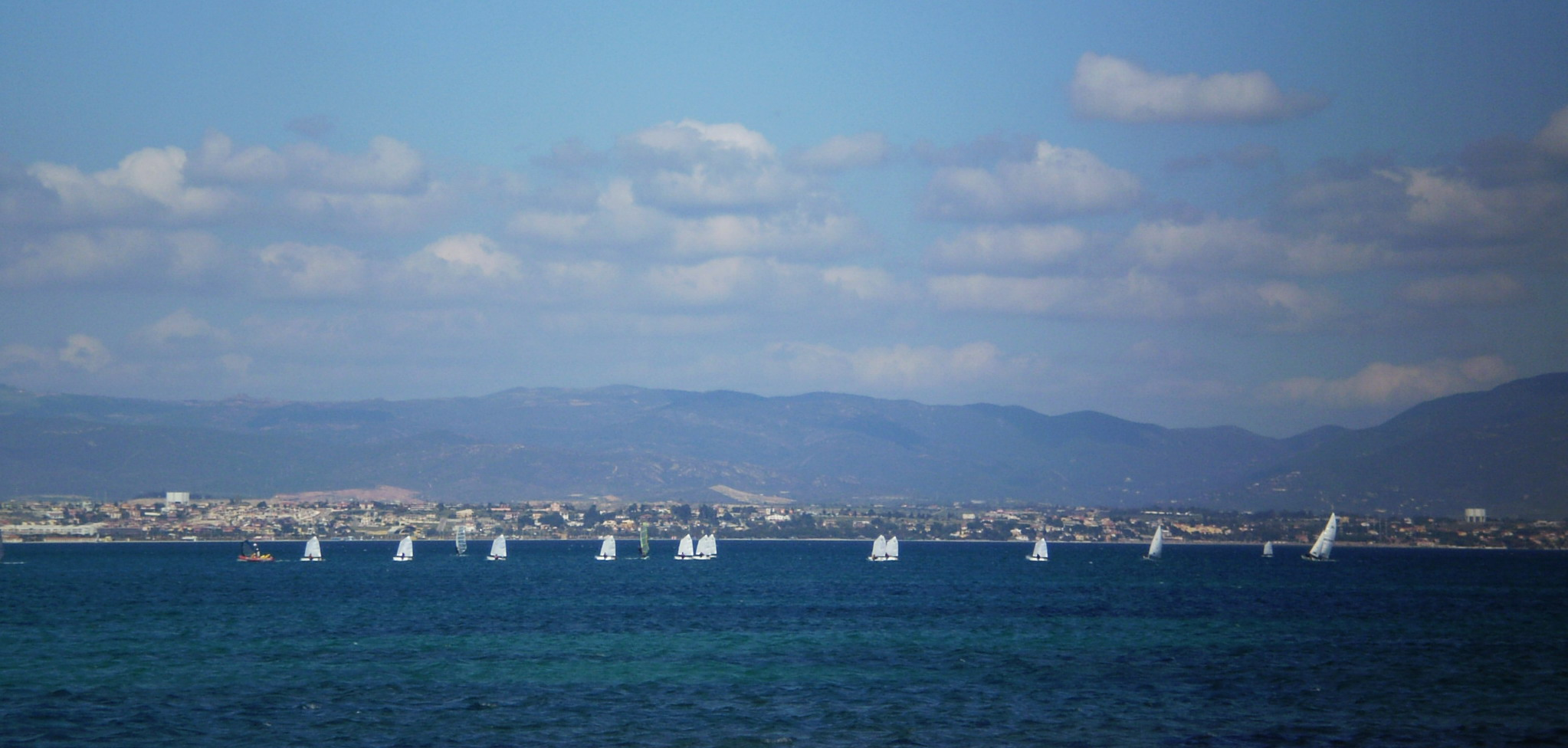
Costa degli angeli.

L'intera costa è disseminata di insediamenti turistici o residenziali che sono frazioni appartenenti ai comuni di Domus de Maria, Pula, Villa San Pietro, Sarroch, Capoterra, Cagliari, Quartu Sant'Elena, Maracalagonis, Sinnai (nell'"isola amministrativa" di Solanas) e Villasimius.
Le spiagge più rinomate sono dislocate a Chia, Santa Margherita di Pula, Nora, La Maddalena, Cagliari, Quartu Sant'Elena, Flumini di Quartu, Foxi, Torre delle Stelle, Solanas, Geremeas, Villasimius e capo Carbonara.

### Industria
Gli insediamenti industriali di maggior rilievo sono rappresentati dalla raffineria di petrolio della Saras a Sarroch e dagli adiacenti impianti petrolchimici.